# Јеремија М. Павловић
Јеремија М. Павловић (Божурња, 1881 —  Београд, 1931) био је српски етнолог, етнограф, учитељ и политичар. Рођен је у селу Божурња у општини Топола 1881. године. Службовао је као учитељ најпре у родној Божурњи, па затим у оближњој Блазнави и тада је почео своја етнолошка истраживања.
У делу Качер и Качерци забележио је податак о најдуговечнијем Србину, извесном Старом Тасу, који је живео 135 година. Забележио је бројне народне обичаје, песме и приче.
Пуних осам година проводи на функцији школског надзорника у Струмици (Македонија) и тада настају његова дела о, како се тада говорило, „Старој Србији“. Био је учесник Балканских ратова и Првог светског рата. У групи Врховне команде прелази Албанију и учествује на Солунског фронту. Доласком у престоницу постаје учитељ на Сењаку. Два пута је биран за посланика краљевине Југославије, као члан Народне радикалне странке.
Умире у педесетој години живота‚ 1931. године.

## Дела
- Живот и обичаји народни у Крагујевачкој Јасеници у Шумадији, 1921.
- Из прошлости јужне Србије, 1924.
- Дојран и Дојранско језеро, 1925.[2]
- Качер и Качерци, 1928.
- Малешево и Малешевци, 1928.[3]
- Најновије досељавање становништва, 1928.
- Јасеничанка: живот и рад женскиња у Крагујевачкој Јасеници, 1930.
- Стари Дојран и Дојранско језеро, 1930.
- Наш народ у причама, 1930.